# Ravi Arimilli
Ravi Arimilli (* 1963 in Indien) ist ein indisch-US-amerikanischer Computer-Architekt und Erfinder.

## Leben
Arimilli kam mit seiner Familie 1969 aus Andhra Pradesh in die USA und wuchs in Baton Rouge auf, wo sein Vater als Geologe arbeitete. Er studierte Elektrotechnik an der Louisiana State University mit dem Bachelor-Abschluss 1985. Er war seit 1985 bei IBM (in deren Entwicklungszentrum in Austin) und ist seit 2001 IBM Fellow.
Zu Beginn seiner Zeit bei IBM war er in dem Team, das den ersten RISC-Prozessor für den IBM PC entwickelte. Er ist der Haupt-Architekt der Speicherarchitektur des p690 Servers (Codename Regatta, mit einem Power-4-Prozessor) und Hauptarchitekt beim Power-5-Prozessor und dessen Nachfolger. Arimilli arbeitete an den RS/6000 Unix-Workstations und Servern und deren Nachfolgern, der PSeries. Er galt Anfang der 2000er Jahre als führender Experte bei IBM für symmetrische Multiprozessorsysteme, Cache/Speicherhierarchien und Systembusprotokolle.
Arimilli war auch am Blue-Pacific-Supercomputer für das Lawrence Livermore National Laboratory beteiligt. Er hält hunderte Patente für IBM (allein 2002 78). Seit 1998 gewann er regelmäßig den Inventor of the Year Award von IBM.